# یواس‌اس کانگرس (آی‌دی-۳۶۹۸)
یواس‌اس کانگرس (آی‌دی-۳۶۹۸) (به انگلیسی: USS Congress (ID-3698)) یک کشتی بود که طول آن ۵۰ فوت ۸ اینچ (۱۵٫۴۴ متر) بود. این کشتی در سال ۱۹۱۴ ساخته شد.